# Петрова, Елена Алексеевна
Елена Алексеевна Петрова (род. 1953) — советская и российская учёная-психолог, доктор психологических наук (2000), профессор (2002), действительный член Академии педагогических и социальных наук (2003), действительный член и президент Академии имиджелогии (2002).
Сфера научных интересов — социальная психология, психология общения, имиджелогия; автор более 270 научных, научно-популярных и методических работ.

## Биография
Родилась 17 ноября 1953 года.
В 1976 году окончила факультет психологии Московского государственного университета им. М. В. Ломоносова. В 1984 году защитила кандидатскую диссертацию на тему «Психосемиотический анализ жестикуляции как знакового средства общения: в соотношении с языком», в 2000 году — докторскую диссертацию на тему «Визуальная психосемиотика общения».
С 1976 по 2002 год вела научно-исследовательскую и педагогическую деятельность в Московском государственном гуманитарном университете им. Шолохова, где прошла путь от ассистента до профессора кафедры психологии. С 2002 года Е. А. Петрова заведует кафедрой социальной психологии в Российском государственном социальном университете. Является основателем научной школы «Психосемиотика общения и психосемиотического подхода в имиджелогии». В рамках этой научной школы под её руководством защищено 50 кандидатских и 3 докторские диссертации.
С 2003 года Елена Петрова возглавляет общественную научную академию «Академия имиджелогии» и выступает организатором и активным участником крупнейших международных симпозиумов и конгрессов, прошедших на территории России и за рубежом (Франция, Германия, Белоруссия, Украина). Научный редактор журнала «Корпоративная имиджелогия» с 2007 года. Является членом Российского психологического общества, Союза писателей РФ и Общественной палаты Союзного государства, эксперт Российского научного фонда. Почётный работник высшего профессионального образования РФ (2002), лауреат «Золотой психеи» 2012 года (в составе редакторов Энциклопедического словаря по психологии общения).
Была доверенным лицом Путина на президентских выборах в 2012, 2018 и 2024 годах.